# Castello di Castelcorniglio
Das Castello di Castelcorniglio ist eine mittelalterliche Hangburg, die auf dem linken Hang des Pessola-Tales unweit des Ortsteils Specchio der Gemeinde Solignano in der italienischen Region Emilia-Romagna liegt.

## Geschichte
Die ursprüngliche Burg wurde im Mittelalter erbaut; das älteste Zeugnis hierfür stammt aus dem Jahre 1226, als „Corniliolum“ in den „Statuti di Parma“ zitiert wurde, zusammen mit den Burgen von Serravalle und Mariano Pellegrino, und zwar unter den Festungen, die vom Bürgermeister von Mariano präsidiert wurden und dem Schutz des unteren Ceno-Tals, das von Parma kontrolliert wurde, vor dem Angriffen von Piacenza dienen sollte. 1243 wurde den drei Festungen die von Pizzofreddo hinzugefügt.
Später fiel die Burg von Castelcorniglio an den Markgrafen Manfredo Pallavicino, den Sohn von Oberto Pallavicino. der 1249 vom Kaiser des Heiligen Römischen Reiches, Friedrich II., in die benachbarten Lehen von Specchio und Solignano investiert wurde.
1391 verlehnte der Herzog von Mailand, Gian Galeazzo Visconti, die Burgen von Specchio und Pellegrino Parmense mit ihren Siedlungen an die Markgrafen Galvano und Manfredo Pallavicino. 1397 bestätigte der Herzog diese Rechte den Markgrafen Braccialino und Filippone Pallavicino.
1428 eroberten die Truppen von Mailand unter der Führung des Condottiere Niccolò Piccinino das Castello di Pellegrino Parmense und verhafteten Pallavicino. Der Markgraf gestand unter Folter, sich gegen den Herzog verschworen zu haben, der ihn zum Tode verurteilte und alle seine Güter einzog. 1430 investierten die Viscontis Piccinino in die Rechte über Castelcorniglio.
1450 verlehnte der Herzog Francesco I. Sforza die Burg zusammen mit denen von Specchio an Niccolò, Ludovico und Giovanni Pallavicino, Markgrafen von Scipione.
1690 starb der Markgraf Ascanio Pallavicino im Gefängnis in Piacenza, wodurch der Specchio-Zweig des Hauses ausstarb. Die Burgen fielen daher an die Pallavicino di Scipione, die 1776 ausstarben.
Die beiden Burgen wurden später an die Grafen Valeri verlehnt, denen wenige Jahre später die Grafen Rugarli nachfolgten, die bereits Lehensnehmer von Golaso waren und die feudalen Rechte bis zu ihrer Abschaffung im Herzogtum Parma und Piacenza durch Napoleon im Jahre 1805 behielten.
In der zweiten Hälfte des 19. Jahrhunderts kaufte Filippo Zanetti, der bereits Eigentümer der Siedlung Carpadasco war, das Castello di Castelcorniglio und um 1870 wurde es vollkommen umgebaut, wobei die Anlage aus dem 16. Jahrhundert unverändert blieb. Im Laufe der Arbeiten wurde eine neue Umfassungsmauer auf der Südseite mit Eingangsportal errichtet, der alte Eingangshof im Norden wurde zu einem Garten umgestaltet und die Türme und Mauern mit ghibellinischen Zinnen versehen.
Ende dieses Jahrhunderts wurde die Burg an Giuseppe Zanchi verkauft.
Im Laufe des Zweiten Weltkrieges wurde in dem Gebäude die Jezzi-Abteilung der 31. Brigade Garibaldi „Copelli“ untergebracht.
Später fiel die Burg an Tavo Burat und seine Erben und wurde in einen Bauernhof und Urlaubsdomizil umgebaut.

## Beschreibung

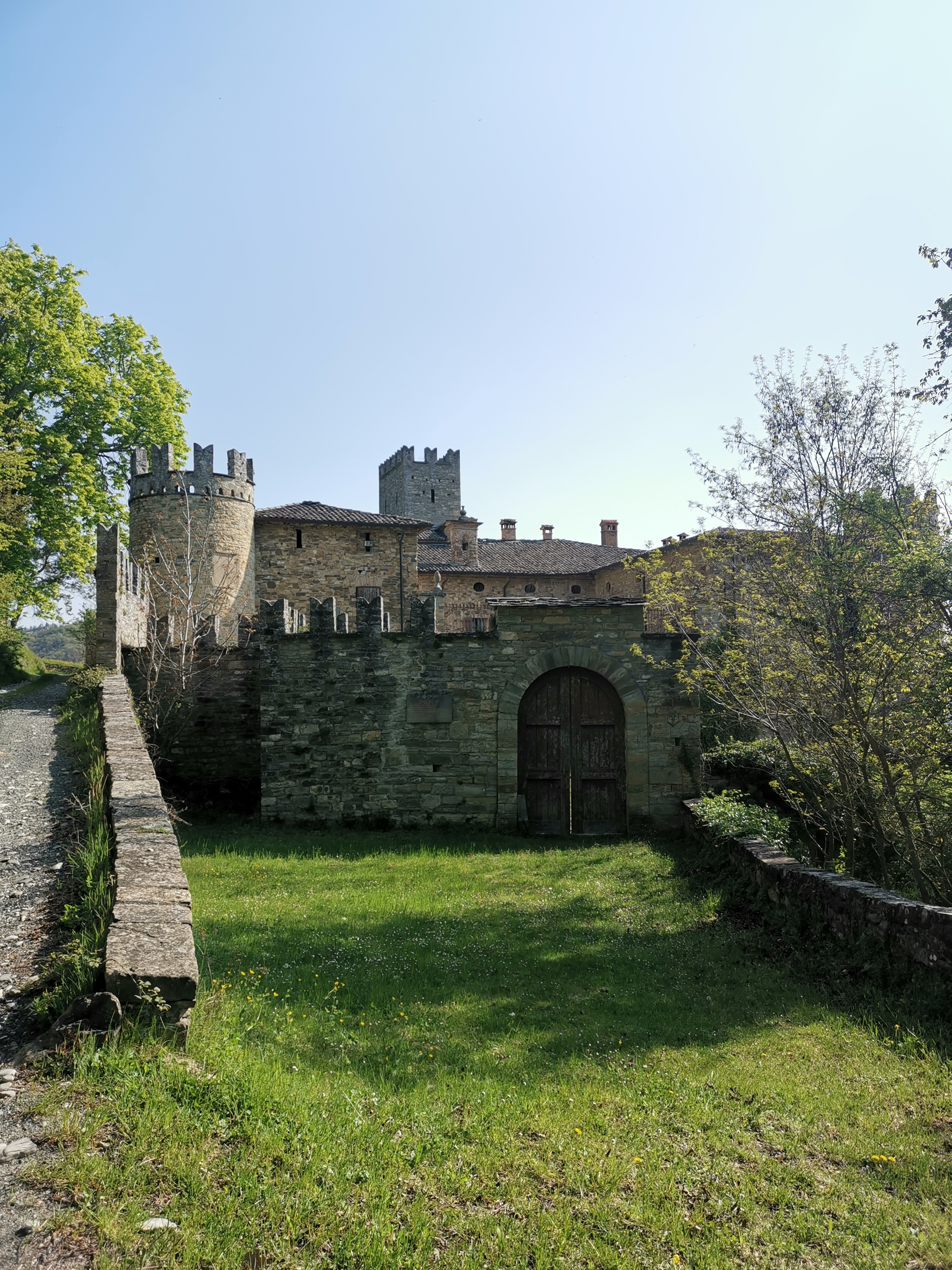
Haupteingang

Die Burg ist aufgrund der Orographie und des steilen und wilden Hangs, auf dem sie steht, eine ziemlich bescheidene, schmale und langgestreckte Anlage. Der Komplex, der durch eine Umfassungsmauer mit vier Rundtürmen an den Ecken begrenzt wird, ist um drei Innenhöfe herum gebaut, von denen der mittlere auf drei Seiten vom Hauptgebäude umgeben ist.
Das Gebäude, das vollständig aus Sandstein, gemischt mit Felsen aus dem Bett des benachbarten Baches, gebaut wurde, ist von Süden durch ein Rundbogenportal erreichbar, das sich in der äußeren Umfassungsmauer aus dem 19. Jahrhundert öffnet. Die Krönung bilden ghibellinische Zinnen, die sich über den gesamten Umfang der Mauer und oben auf jedem Turm erstrecken.
Nach dem ersten Innenhof, der unregelmäßig geformt ist, gelangt man durch ein Sandsteinportal mit Korbbogen in den zweiten Innenhof mit quadratischem Grundriss, um den sich auf zwei Vollgeschossen und einem Dachgeschoss das massige Hauptgebäude erhebt, flankiert von zwei großen Ecktürmen mit kreisrundem Grundriss. Das Gebäude wird in der Mitte vom rechteckigen Bergfried dominiert, dessen Inneres sein Tageslicht durch kleine Schießscharten erhält, sowie auf der Nordseite durch ein Doppelfenster.
Auf der Rückseite gelangt man in Achse mit dem Eingang vorne in der Mitte durch einen Empfangssalon zum dritten Innenhof mit rechteckigem Grundriss, der zu einem Garten, Gemüse- und Obstgarten umgestaltet wurde. Auf drei seiner Seiten erstreckt sich die Umfassungsmauer mit zwei weiteren Rundtürmen an ihren Enden. Im Inneren der großen Freifläche findet sich der Brunnen der 1000 Schnitte, der der Sage nach früher genutzt wurde, um zum Tode Verurteilte hinzurichten. In der Mitte der Nordseite dieses Hofes liegt das alte Zugangsportal mit Rundbogen.
Im Inneren des Hauptwohngebäudes liegt im ersten Obergeschoss die reiche Bibliothek der Zanettis, in der Werke aus dem 16. und 19. Jahrhundert enthalten sind. In dem Gebäude sind darüber hinaus eine Sammlung von napoleonischen Spielzeugsoldaten und eine Dokumentation erhalten, die die Unterstützung der Legitimisten durch die Burgbewohner in der Zeit der französischen Revolution bezeugt.